# Gewöhnliche Kutscherpeitschennatter
Die Gewöhnliche Kutscherpeitschennatter (Masticophis flagellum, Syn.: Coluber flagellum) ist eine ungiftige Nattern-Art, die sechs Unterarten bildet. Die Unterart Masticophis flagellum ruddocki wurde wegen der Gefährdung ihrer Art in Kalifornien unter Schutz gestellt.

## Verbreitung
Die Nattern sind in den südlichen USA und dem nördlichen Mexiko beheimatet. Sie leben in lichten Wäldern und am Rande der Steppen und Halbwüsten.

## Beschreibung
Der kleine, leicht abgerundete Kopf mit den großen Augen und den runden Pupillen setzt sich kaum vom Hals ab. Die gelbe Iris umgibt die dunkle Pupille. Die Färbung der Schuppen variiert in verschiedenen Braun- und Grautönen. Eine ausgewachsene Gewöhnliche Kutscherpeitschennatter kann eine Länge von über 160 cm erreichen.

## Verhalten
Die tagaktive Natter ernährt sich vorwiegend von Echsen, kleinen Nagern oder Vögeln. Teilweise ernährt sie sich auch von anderen Schlangen. Die Gewöhnliche Kutscherpeitschennatter paart sich im Frühjahr. Die acht bis 16 Eier legt das Weibchen in eine flache Erdmulde. Nach etwa 60 Tagen schlüpfen die etwa 30 cm langen Schlangen. Die jungen Nattern ernähren sich die erste Zeit von Kleingetier und Insekten. Die Schlange wird bis zu 18 Jahre alt.

## Unterarten
Sechs Unterarten der Gewöhnlichen Kutscherpeitschennatter werden unterschieden:
- Masticophis flagellum cingulum Lowe & Woodin, 1954
- Masticophis flagellum flagellum Shaw, 1802
- Masticophis flagellum lineatulus Smith, 1941
- Masticophis flagellum piceus (Cope, 1892)
- Masticophis flagellum ruddocki Brattstrom & Warren, 1953
- Masticophis flagellum testaceus Say, 1823

Die früher als Unterart M. f. fuliginosus (Cope, 1895) geführten Tiere wurden von Grismer 1994 als eigene Art Coluber fuliginosus anerkannt und später zur Art Masticophis fuliginosus hinzugerechnet.